# Gaivota-prateada

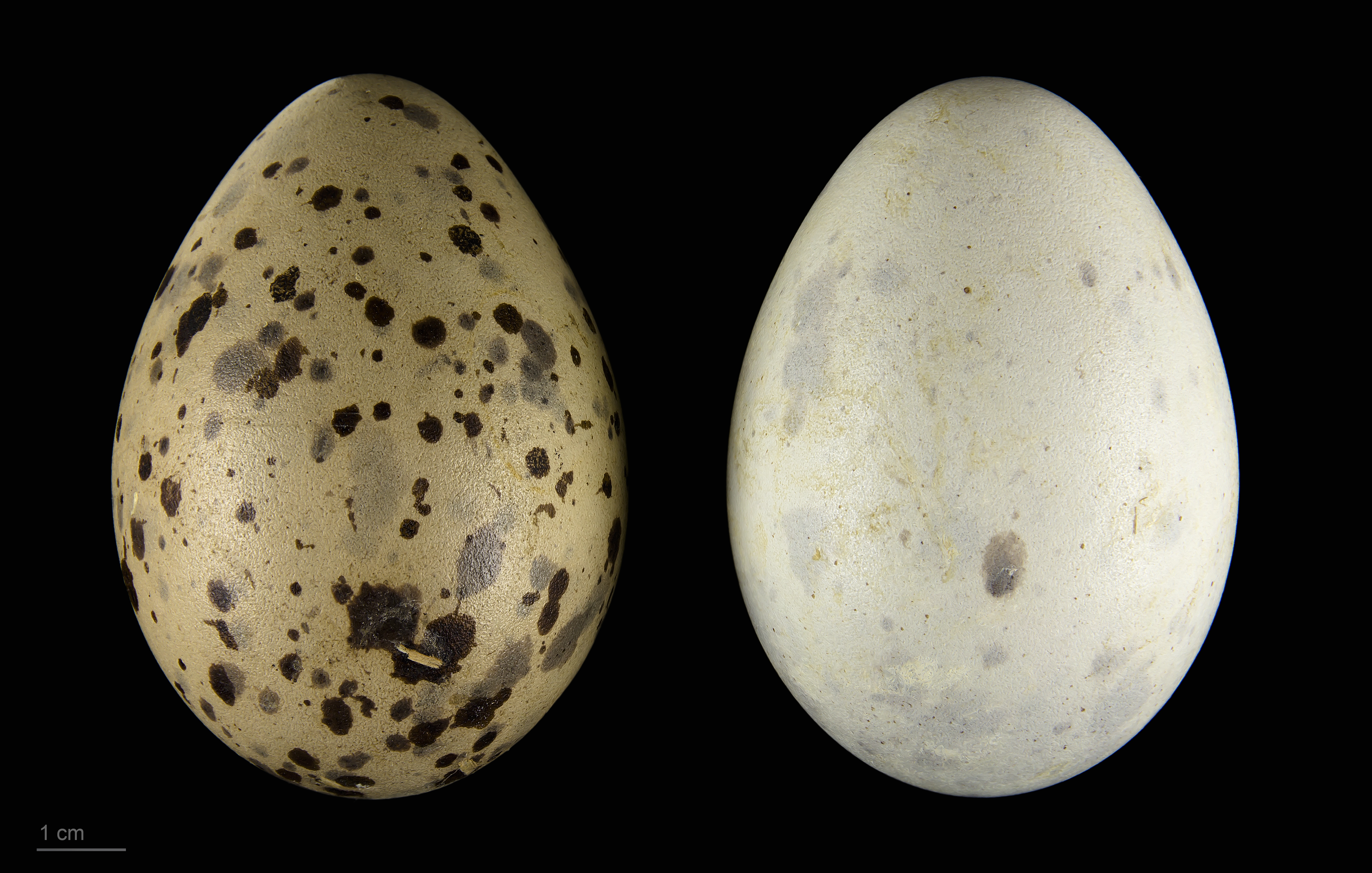
Larus argentatus argenteus - MHNT

Gaivota-prateada ou gaivota-prateada-europeia (Larus argentatus) é uma espécie de gaivota, pertencente ao gênero Larus e à família Laridae. A espécie distribui-se pela América do Norte, Europa e Ásia e vive em regiões costeiras, se bem que algumas populações se adaptaram à vida no interior dos continentes, em geral em torno de lixeiras.
A plumagem da gaivota prateada é cinzenta no dorso e asas e branca na cabeça, garganta e barriga. As patas são rosa acinzentadas, e  tem uma mancha vermelha na ponta do bico amarelo. É em tudo semelhante à gaivota-de-patas-amarelas distinguindo-se apenas pela cor das patas. Tal como a maioria das outras gaivotas, a espécie tem uma alimentação de características oportunísticas, roubando peixe a outras aves marinhas ou aproveitando lixo ou cadáveres. As posturas de cerca de três ovos são feitas em zonas rochosas ou penhascos. Ambos os progenitores defendem o ninho e os juvenis com agressividade.